# Flagstaff
Flagstaff —Kinłání Dook'o' ooshid Biyaagi en navaho, Wii Hagnbaj en havasupai— és una ciutat al nord d'Arizona, al sud-oest dels Estats Units. El 2020, tenia 76.831 habitants. La població de l'àrea metropolitana estadística es va estimar en 127.450 habitants el 2007. És la seu del comtat de Coconino.
Flagstaff és a prop de la vora sud-oest de l'altiplà del Colorado, al llarg del costat occidental del major bosc contigua de Pinus ponderosa al territori continental dels Estats Units. Flagstaff està situada al costat del Monte Elden, just al sud dels San Francisco Peaks, la serralada més alta en l'estat d'Arizona. Humphreys Peak, el punt més alt a Arizona a 3.850 m, està situat a aproximadament 16 km al nord de Flagstaff, a Kachina Peaks Wilderness.
L'activitat econòmica inicial de Flagstaff es basava en les indústries de la fusta, ferrocarril i ramaderia. Avui en dia, la ciutat roman un important centre de distribució per a empreses com Nestlé Purina Petcare i Walgreens, i és la seu de l'Observatori Lowell i de la Northern Arizona University. Flagstaff té un sector de turisme fort, a causa de la proximitat al Parc Nacional del Gran Canyó, Oak Creek Canyon, i la històrica «Ruta 66». La ciutat és també la llar de la fabricació de dispositius mèdics, incloent-hi companyies com W. L. Gore and Associates i Machine Solutions.